# Rio Piauí (vattendrag i Brasilien, Alagoas)
Rio Piauí är ett vattendrag i Brasilien.   Det ligger i delstaten Alagoas, i den östra delen av landet, 1 400 km nordost om huvudstaden Brasília.
Omgivningarna runt Rio Piauí är en mosaik av jordbruksmark och naturlig växtlighet.